# 圣安蒂奥科
圣安蒂奥科（義大利語：Sant'Antioco），是意大利撒丁大区南撒丁省的一个市镇。总面积115.59平方公里，人口11730人，人口密度101.5人/平方公里（2009年）。ISTAT代码为107020。